# Ferry de Sydney
Le ferry de Sydney (en anglais : Sydney Ferries) comprend dix lignes de ferry dans le port de Sydney (Port Jackson), en Australie. Neuf des dix lignes relient différents appontements à Circular Quay, sur Sydney Cove, en centre-ville.
Maintenues par Transport for NSW (une agence du gouvernement de Nouvelle-Galles du Sud), à l'instar des autres réseaux de transport en commun en Nouvelle-Galles du Sud, les lignes sont opérées par Transdev Sydney Ferries. Le ferry de Sydney joue un rôle important dans l'offre de transports en commun de la ville, au vu de sa topographie, avec 15,3 millions de passagers en faisant usage au cours du cycle 2017-2018.

## Histoire
Sydney connaît une longue histoire de service de ferrys, dès le lancement du premier service en 1789 sur le fleuve Parramatta. Au début des années 1930, Sydney Ferries Limited (SFL), principal opérateur de ferrys dans le port, constitue la première entreprise de ferrys mondiale, avec 40 millions de passagers annuels. Cependant, l'ouverture du Harbour Bridge en 1932 cause une diminution drastique du trafic, ce qui mène le gouvernement de Nouvelle-Galles du Sud au rachat de sa flotte en 1951.

## Lignes de ferry
| Ligne | Ligne            | Termini                          | Points d'arrêt | Illustration |
| ----- | ---------------- | -------------------------------- | -------------- | ------------ |
|       | Manly            | Circular Quay et Manly           | 2              |              |
|       | Taronga Zoo      | Circular Quay et Taronga Zoo     | 2              |              |
|       | Parramatta River | Circular Quay et Parramatta      | 17             |              |
|       | Pyrmont Bay      | Circular Quay et Pyrmont Bay     | 6              |              |
|       | Neutral Bay      | Circular Quay et Neutral Bay     | 5              |              |
|       | Mosman Bay       | Circular Quay et Mosman Bay      | 5              |              |
|       | Double Bay       | Circular Quay et Double Bay      | 4              |              |
|       | Cockatoo Island  | Circular Quay et Cockatoo Island | 6              |              |
|       | Watsons Bay      | Circular Quay et Watsons Bay     | 3              |              |
|       | Blackwattle Bay  | Barangaroo et Blackwattle Bay    | 3              |              |